# 奥藤酒造郷土館
奥藤酒造郷土館（おくとうしゅぞうきょうどかん）は、兵庫県赤穂市坂越にある博物館。

## 歴史
創業が桃山時代は慶長6年（1601年）という豪商「奥藤家」の、寛文年間（1661年～1673年）に建てられた大規模な酒蔵の一角に開設された酒造と廻船の博物館・郷土資料館である。
江戸時代の酒造道具や廻船に関する道具・資料が展示されているほか、奥藤家は庄屋・船手庄屋も務めていたため、坂越村に関する資料も残されている。
建物は奥藤酒造の現役の酒蔵でもあり、地酒「忠臣蔵」の利き酒もできる。

## 建築概要
- 竣工 - 1661年～1667年
- 構造 - 入母屋造、中2階建、本瓦葺、黒壁・黒羽目板、白漆喰、虫籠窓、千本格子

## 所在地
〒678-0172 兵庫県赤穂市坂越1419-1

## 交通アクセス
- JR赤穂線 坂越駅 徒歩15分

## 周辺情報
- 坂越 （都市景観100選）
  - 坂越まち並み館、旧坂越浦会所、奥藤酒造郷土館、大避神社、妙見寺、妙道寺、児島高徳朝臣の墓、坂越浦城跡、茶臼山城跡、船岡園、みかんのへた山古墳、海の駅しおさい市場、千種川 （名水百選）
- 生島 （国の天然記念物、瀬戸内海国立公園）
  - 秦河勝の墓
- 御崎 （瀬戸内海国立公園）